# Native
Native – trzeci album studyjny amerykańskiej grupy pop-rockowej OneRepublic, wydany 22 marca 2013 roku przez Interscope Records. Album promowany był sześcioma singlami, z których największy sukces osiągnął utwór „Counting Stars” docierając do pierwszej piątki na oficjalnych listach w ponad 20 krajach świata. 14 kwietnia 2014 roku ukazała się reedycja albumu Native promowana singlem „Love Runs Out”.

## Wydanie i promocja albumu
4 lutego 2012 roku zespół ogłosił za pośrednictwem Twittera, że rozpoczął prace nad trzecim albumem, którego premiera planowana jest na jesień 2012. Jednak zespół zapowiedział, że nie będzie się spieszył. W marcu 2012 roku został ujawniony jeden z nowych utworów, „Life in Color”. Utwór został wykorzystany w reklamie zapachu Ralpha Laurena. 5 kwietnia 2012 roku zespół ujawnił tytuły 3 piosenek z nowego albumu, „What You Wanted”, „Burning Bridges” i „Let's Get Lost”.
Pierwszy singel zapowiadający album Native zatytułowany „Feel Again” został wydany 27 sierpnia 2012 roku. Utwór był częścią kampanii Every Beat Matters organizowanej przez Save the Children. W USA singel zadebiutował na 61 miejscu na liście Billboard Hot 100, ostatecznie dotarł do 32 pozycji i pokrył się złotem
W listopadzie 2012 roku zespół poinformował, że prace nad albumem dobiegają końca i płyta będzie gotowa w grudniu 2012 roku. Premiera została jednak przesunięta na marzec 2013. W styczniu 2013 roku podczas premiery kolejnego singla „If I Lose Myself”, zespół ujawnił okładkę płyty. Na okładce przedstawiono pięć różnych zwierząt, co miało podkreślać odrębność każdego z członków grupy. Na okładce wokalista zespołu, Ryan Tedder jest reprezentowany przez lisa, gitarzysta Zach Filkins przez bizona, perkusista Eddie Fisher – pumę, basista Brent Kutzle – gazelę, a gitarzysta Drew Brown – sowę.
8 stycznia 2013 roku został wydany singel „If I Lose Myself”, który zajął wysokie pozycje na listach w Niemczech, Austrii, Szwajcarii, Szwecji, Polsce i Wielkiej Brytanii. W USA singel znalazł się na 74 pozycji na Billboard Hot 100. 30 marca został wydany remiks utworu nagrany przez Alesso. Remiks wykorzystano w serialu Tylko jedno życie. 19 lutego 2013 roku singel promocyjny „What You Wanted” został udostępniony do pobrania w iTunes. Piosenka została wykorzystana w filmie Gwiazd naszych wina (2014).
Album Native został wydany 22 marca 2013 roku. W Stanach Zjednoczonych zadebiutował na 4 miejscu listy Billboard 200 sprzedając się w nakładzie 60 000 egzemplarzy w pierwszym tygodniu od premiery. Płyta znalazła się w pierwszej piątce w oficjalnych notowaniach w krajach niemieckojęzycznych, a w USA, Australii, Austrii, Szwecji i Kanadzie pokryła się platyną. 14 czerwca 2013 roku ukazał się trzeci singel „Counting Stars”, który odniósł największy sukces z albumu i okazał się największym sukcesem zespołu w ciągu ostatnich lat. Utwór znalazł się w Top 5 na oficjalnych listach w ponad 20 krajach świata, a także stał się numerem jeden w Wielkiej Brytanii. Utwór dotarł do drugiego miejsca na Billboard Hot 100, powtarzając sukces pierwszego singla zespołu „Apologize”. Czwarty singel „Something I Need” wydany został w sierpniu i odniósł sukces w Polsce, Nowej Zelandii, Austrii i Australii.
14 kwietnia 2014 roku zespół wydał reedycję albumu Native promowaną singlem „Love Runs Out”. Utwór dotarł do pozycji piętnastej notowania Billboard Hot 100, a także zajął wysokie pozycje na oficjalnych listach w Niemczech, Austrii, Szwajcarii, Kanadzie i Wielkiej Brytanii. W Niemczech piosenka „Love Runs Out” została wybrana na oficjalną piosenką promocyjną Mistrzostw Świata w Piłce Nożnej 2014 w Brazylii.
14 sierpnia 2014 roku zespół ogłosił, że kolejnym singlem będzie utwór „I Lived”. Piosenka znalazła się także na ścieżce dźwiękowej do filmu Dawca pamięci zatytułowanej The Giver: Music Collection, która swoją premierę miała 5 sierpnia 2014 roku. Oficjalnie singel został wydany 25 września 2014 roku. 23 września wydano remiks utworu stworzony przez rosyjskiego DJ-a Arty’ego. Singel „I Lived” dotarł do miejsca trzydziestego drugiego w notowaniu Billboard Hot 100. Utwór największy sukces odniósł we Włoszech zajmując miejsce osiemnaste na tamtejszej liście i pokrywając się platyną.

## Lista utworów
| Numer | Tytuł              | Autorzy tekstu                                   | Produkcja                                     | Czas |
| ----- | ------------------ | ------------------------------------------------ | --------------------------------------------- | ---- |
| 1.    | „Counting Stars”   | Ryan Tedder                                      | Tedder, Noel Zancanella                       | 4:17 |
| 2.    | „If I Lose Myself” | Tedder, Benny Blanco, Brent Kutzle, Zach Filkins | Blanco, Tedder, Kutzle                        | 4:01 |
| 3.    | „Feel Again”       | Tedder, Kutzle, Drew Brown, Zancanella           | Tedder, Kutzle, Zancanella, Brown             | 3:05 |
| 4.    | „What You Wanted”  | Tedder, Kutzle                                   | Tedder, Kutzle                                | 4:01 |
| 5.    | „I Lived”          | Tedder, Zancanella                               | Tedder, Zancanella                            | 3:55 |
| 6.    | „Light It Up”      | Tedder, Kutzle                                   | Tedder, Kutzle                                | 4:10 |
| 7.    | „Can’t Stop"       | Tedder, Jeff Bhasker, Tyler Sam Johnson          | Bhasker, Johnson, Tedder, Emile Haynie        | 4:09 |
| 8.    | „Au Revoir”        | Tedder, Kutzle                                   | Kutzle                                        | 4:55 |
| 9.    | „Burning Bridges”  | Tedder, Kutzle                                   | Zdar and Boombass, Tedder, Kutzle, Zancanella | 4:17 |
| 10.   | „Something I Need” | Tedder, Blanco                                   | Tedder, Blanco                                | 4:01 |
| 11.   | „Preacher”         | Tedder, Kutzle                                   | Tedder, Kutzle                                | 4:08 |
| 12.   | „Don't Look Down”  | Tedder, Kutzle                                   | Kutzle                                        | 1:39 |

| Numer | Tytuł                                  | Autorzy tekstu                  | Produkcja                      | Czas |
| ----- | -------------------------------------- | ------------------------------- | ------------------------------ | ---- |
| 13.   | „Something’s Gotta Give”               | Tedder, Zdar, Boombass          | Zdar, Boombass                 | 4:51 |
| 14.   | „Life in Color”                        | Tedder, Kutzle                  | Aaron Sprinkle, Kutzle, Tedder | 3:22 |
| 15.   | „If I Lose Myself” (wersja akustyczna) | Tedder, Blanco, Kutzle, Filkins | Kutzle                         | 3:50 |
| 16.   | „What You Wanted” (wersja akustyczna)  | Tedder, Kutzle                  | Kutzle                         | 3:23 |
| 17.   | „Burning Bridges (wersja akustyczna)   | Tedder, Kutzle                  | Kutzle                         | 4:35 |

| Numer | Tytuł                       | Autorzy tekstu                               | Produkcja                                     | Czas |
| ----- | --------------------------- | -------------------------------------------- | --------------------------------------------- | ---- |
| 1.    | „Counting Stars”            | Tedder                                       | Tedder, Noel Zancanella                       | 4:17 |
| 2.    | „Love Runs Out”             | Tedder, Kutzle, Filkins, Brown, Eddie Fisher | Tedder                                        | 4:01 |
| 3.    | „If I Lose Myself”          | Tedder, Blanco, Kutzle, Filkins              | Blanco, Tedder, Kutzle                        | 4:01 |
| 4.    | „Feel Again”                | Tedder, Kutzle, Brown, Zancanella            | Tedder, Kutzle, Zancanella, Brown             | 3:05 |
| 5.    | „What You Wanted”           | Tedder, Kutzle                               | Tedder, Kutzle                                | 4:01 |
| 6.    | „I Lived”                   | Tedder, Zancanella                           | Tedder, Zancanella                            | 3:55 |
| 7.    | „Light It Up”               | Tedder, Kutzle                               | Tedder, Kutzle                                | 4:10 |
| 8.    | „Can’t Stop"                | Tedder, Jeff Bhasker, Johnson                | Bhasker, Johnson, Tedder, Haynie              | 4:09 |
| 9.    | „Au Revoir”                 | Tedder, Kutzle                               | Kutzle                                        | 4:55 |
| 10.   | „Burning Bridges”           | Tedder, Kutzle                               | Zdar and Boombass, Tedder, Kutzle, Zancanella | 4:17 |
| 11.   | „Something I Need”          | Tedder, Blanco                               | Tedder, Blanco                                | 4:01 |
| 12.   | „Preacher”                  | Tedder, Kutzle                               | Tedder, Kutzle                                | 4:08 |
| 13.   | „Don't Look Down”           | Tedder, Kutzle                               | Kutzle                                        | 1:39 |
| 14.   | „Life in Color”             | Tedder, Kutzle                               | Sprinkle, Kutzle, Tedder                      | 3:22 |
| 15.   | „If I Lose Myself” (Remiks) | Tedder, Blanco, Kutzle, Filkins              | Blanco, Tedder, Kutzle, Alesso                | 3:34 |

## Personel
- Ryan Tedder – wokal, gitara rytmiczna, gitara akustyczna, fortepian, keyboard, tamburyn, djembe
- Zach Filkins – gitara, altówka, gitara akustyczna, wokal wspierający
- Drew Brown – gitara rytmiczna, gitara akustyczna, klawiatura, dzwonki, tamburyn, wokal wspierający
- Brent Kutzle – gitara basowa, wiolonczela, gitara akustyczna, keyboard, wokal wspierający
- Eddie Fisher – perkusja, instrumenty perkusyjne

## Trasa koncertowa
Trasa koncertowa promująca album składała się z czterech części.
- 2 kwietnia 2013 roku zespół wyruszył w trasę koncertową The Native Tour, która rozpoczęła się w Europie (21 koncertów), obejmowała także Amerykę Północną (52 koncerty), Azję (6 koncertów) oraz Australię i Nową Zelandię (4 koncerty). W styczniu 2014 roku zespół wrócił do Europy i do końca marca zagrał tam 22 koncerty.
- W maju 2014 roku zespół wyruszył w kolejną trasę koncertową, Native Summer Tour obejmującą Amerykę Północną. Trasa rozpoczęła się 28 maja 2014 roku koncertem w Red Rocks Amphitheatre w Morrison (Kolorado) i zakończyła się, również w Morrison 1 września 2014 roku. W sumie zespół zagrał 50 koncertów.
- 19 października 2014 roku w Dublinie (Irlandia) rozpoczęła się europejska część trasy koncertowej Native World Tour. Zaplanowano 25 koncertów, w tym także w Polsce.
- Ostatnia część trasy koncertowej promującej album została zaplanowana na rok 2015 i obejmowała Kanadę (10 koncertów), Azję (1 koncert), Europę (15 koncertów), Amerykę Północną (4 koncerty) i Afrykę (2 koncerty).

## Pozycje na listach i certyfikaty
| Notowanie (2013/2014)                 | Najwyższa pozycja |
| ------------------------------------- | ----------------- |
| Australia (Top 50 Albums)             | 8                 |
| Austria (Alben Top 75)                | 5                 |
| Belgia (Ultratop 200 Albums Flandria) | 39                |
| Belgia (Ultratop 200 Albums Walonia)  | 64                |
| Czechy (Albums Top 100)               | 14                |
| Francja (Top 200 Albums)              | 52                |
| Hiszpania (Top 100 Albums)            | 34                |
| Holandia (Album Top 100)              | 24                |
| Irlandia (Irish Albums Chart)         | 12                |
| Kanada (Canadian Albums)              | 12                |
| Niemcy (Longplay Charts)              | 4                 |
| Norwegia (Top 40 Albums)              | 22                |
| Nowa Zelandia (Top 40 Albums)         | 12                |
| Polska (OLiS)                         | 26                |
| Szwajcaria (Alben Top 100)            | 4                 |
| Szwecja (Top 60 Albums)               | 16                |
| USA (Billboard 200)                   | 4                 |
| Wielka Brytania (UK Albums Chart)     | 9                 |
| Włochy (Italian Albums Chart)         | 31                |

| Notowanie (2013)           | Pozycja |
| -------------------------- | ------- |
| Australia (Top 100 Albums) | 38      |
| Szwajcaria (Alben Top 100) | 46      |
| USA (Billboard 200)        | 88      |

| Notowanie (2014)              | Pozycja |
| ----------------------------- | ------- |
| Kanada (Canadian Albums)      | 40      |
| Nowa Zelandia (Top 40 Albums) | 41      |
| Szwajcaria (Alben Top 100))   | 73      |
| USA (Billboard 200)           | 22      |

| Notowanie (2015)    | Pozycja |
| ------------------- | ------- |
| USA (Billboard 200) | 58      |

| Kraj/region       | Wydawca  | Certyfikat |
| ----------------- | -------- | ---------- |
| Austria           | IFPI     | Platyna    |
| Australia         | ARIA     | Platyna    |
| Brazylia          | ABPD     | Złoto      |
| Czechy            | IFPI     | Platyna    |
| Kanada            | MC       | Platyna    |
| Niemcy            | BVMI     | Platyna    |
| Meksyk            | AMPROFON | Platyna    |
| Polska            | ZPAV     | 3× platyna |
| Stany Zjednoczone | RIAA     | Platyna    |
| Szwajcaria        | IFPI     | Złoto      |
| Szwecja           | GLF      | Platyna    |
| Wielka Brytania   | BPI      | Platyna    |
| Włochy            | FIMI     | Złoto      |

| Kraj/region       | Wydawca  | Certyfikat |
| ----------------- | -------- | ---------- |
| Austria           | IFPI     | Platyna    |
| Australia         | ARIA     | Platyna    |
| Brazylia          | ABPD     | Złoto      |
| Czechy            | IFPI     | Platyna    |
| Kanada            | MC       | Platyna    |
| Niemcy            | BVMI     | Platyna    |
| Meksyk            | AMPROFON | Platyna    |
| Polska            | ZPAV     | 3× platyna |
| Stany Zjednoczone | RIAA     | Platyna    |
| Szwajcaria        | IFPI     | Złoto      |
| Szwecja           | GLF      | Platyna    |
| Wielka Brytania   | BPI      | Platyna    |
| Włochy            | FIMI     | Złoto      |